# Флаг Южной Дакоты
Флаг Ю́жной Дако́ты (англ. Flag of South Dakota) — один из официальных символов американского штата Южная Дакота.

## История и описание
Первый флаг Южной Дакоты был разработан в 1909 году библиотекаршей Идой Эндинг (англ. Ida Anding). Флаг имел синий фон. На его лицевой стороне было изображено солнце золотого цвета размером две пятых от ширины флага. Над солнцем была нанесена полукруглая надпись «Южная Дакота», под солнцем — полукруглая надпись «Солнечный штат» (англ. The Sunshine State, неофициальное прозвище штата). На оборотной стороне флага была нанесена печать штата.
Сложность изготовления двустороннего флага сказалась на его дороговизне. В связи с этим в 1963 году членом палаты представителей штата Уильямом Саром (англ. William Sahr) было внесено, а губернатором штата одобрено предложение о принятии другого флага. Новый флаг имеет лазурный фон. В центральной части флага расположена печать штата диаметром 4/9 от ширины флага. Изображение печати выполнено на белом либо лазурном фоне в тёмно-синем цвете. Печать окружена выполненным в золотом цвете стилизованным зубчатым изображением солнца, максимальная длина которого в поперечнике составляет 5/9 ширины флага. Над и под печатью расположены выполненные в золотом цвете полукруглые надписи «South Dakota» и «The Sunshine State» соответственно. Высота букв надписей составляет 1/18 ширины флага. Флаги для использования внутри помещений должны окаймляться золотой бахромой шириной 1/18 от ширины флага.
Новый вариант флага по сравнению с предыдущим был значительно дешевле в производстве. Закон о принятии нового флага был подписан 3 февраля 1966 года. В 1992 году нижняя надпись на флаге была заменена на надпись «Штат Горы Рашмор» (англ. The Mount Rushmore State).
Согласно опросу, проведённому в 2001 году Североамериканской вексиллологической ассоциацией, флаг Южной Дакоты был признан одним из худших среди 72 флагов штатов США, территорий США и канадских провинций: он разместился лишь на 68 месте.